# Paramount Pictures
Paramount Pictures Corporation je americká filmová a distribuční společnost, jež má adresu na 5555 Melrose Avenue v Hollywoodu v Kalifornii. Paramount byl založen v roce 1912 a nyní jej vlastní společnost Paramount Global. Paramount je nejstarší americké filmové studio, které je v současnosti jedním z nejvýdělečnějších filmových studií vůbec.
Paramount patří společně se studii The Walt Disney Studios, Warner Bros., Universal Studios a Sony Pictures k tzv. „Velké pětce” největších studií Hollywoodu.

## Příklady filmů
- Dr. Jekyll a Mr. Hyde (1931)
- Prázdniny v Římě (1953)
- Sabrina (1954)
- Okno do dvora (1954)
- Vojna a mír (1956)
- Usměvavá tvář (1957)
- Snídaně u Tiffanyho (1961)
- Paříž, když to hoří (1964)
- Tenkrát na Západě (1968)
- Horečka sobotní noci (1977)
- Pomáda (1978)
- Star Trek (1979–současnost) (všechny filmy z této série)
- The Warriors (1979)
- Připoutejte se, prosím! (1980)
- Pátek třináctého (1980)
- Indiana Jones a dobyvatelé ztracené archy (1981)
- Pátek třináctého 2 (1981)
- Pátek třináctého 3 (1982)
- Policajt v Beverly Hills (1984)
- Pátek třináctého 4 (1984)
- Indiana Jones a chrám zkázy (1984)
- Pátek třináctého 5 (1985)
- Pátek třináctého 6 (1986)
- Policajt v Beverly Hills II (1987)
- Indiana Jones a poslední křížová výprava (1989)
- Pátek třináctého 7 (1988)
- Pátek třináctého 8 (1989)
- Želvy Ninja 3 (1993)
- Jasné nebezpečí (1994)
- Policajt v Beverly Hills III (1994)
- Titanic (1997)
- Spongebob v kalhotách: Film (2004)
- Hvězdný prach (2007)
- Transformers (2007)
- Kung Fu Panda (2008)
- Indiana Jones a království křišťálové lebky (2008)
- Transformers: Pomsta poražených (2009)
- Megamysl (2010)
- Kung Fu Panda slaví svátky (2011)
- Transformers 3 (2011)
- Kung Fu Panda 2 (2011)
- Želvy Ninja (2014)
- Transformers: Zánik (2014)
- SpongeBob ve filmu: Houba na suchu (2015)
- Kung Fu Panda 3 (2016)
- Želvy Ninja 2 (2016)
- Pobřežní hlídka (2017)
- Spojenci (2017)
- Transformers: Poslední rytíř (2017)
- SpongeBob ve filmu: Houba na útěku (2020)